# Laubuca lankensis
Laubuca lankensis är en fiskart som först beskrevs av Deraniyagala, 1960.  Laubuca lankensis ingår i släktet Laubuca och familjen karpfiskar. Inga underarter finns listade i Catalogue of Life.